# جون نيكولاس براون الأول
جون نيكولاس براون الأول (17 ديسمبر 1861 - 1 مايو 1900) جامع كتب تبرع بمجموعة والده إلى جامعة براون . 

## حياة سابقة
ولد جون نيكولاس براون في 17 ديسمبر 1861، لجون كارتر براون الثاني (1797-1874) وصوفيا أوغوستا براون (1825-1909).   كان والده جامعًا للكتب الأمريكية في منتصف القرن التاسع عشر، وهو أول أمريكي ينضم إلى جمعية هكلويت كعضو ميثاق في عام 1846، وفي عام 1855 تم انتخابه عضوًا في جمعية الآثار الأمريكية .  كان شقيقه هارولد براون (1863-1900)، وأخته صوفيا أوغوستا براون (1867-1947)، التي تزوجت من وليام واتس شيرمان (1842-1912). 
في عام 1881، دخل براون جامعة براون. ومع ذلك ، ترك المدرسة بعد عامين، مشيرًا إلى سوء الصحة وضعف الدستور. وتابع دراساته من تلقاء نفسه، والسفر على نطاق واسع ودراسة التاريخ والهندسة المعمارية واللغات والكلاسيكية. في عام 1895، صوتت كلية جامعة براون لمنحه درجة كعضو في فئة عام 1885. 

### أسرة
كان جده لأبيه نيكولاس براون جونيور (1769-1841) ، راعي الاسم نفسه لجامعة براون (في 1804). كان جده الأكبر نيكولاس براون الأب (1729-1791) ، شقيق جون براون ، وموسيس براون ، وجوزيف براون ، الذي كان تاجرًا وتاجرًا رقيقًا شارك في تأسيس الكلية في المستعمرة الإنجليزية في رود آيلاند ومزارع بروفيدنس. . 

## السيرة المهنية
بعد حصوله على شهادته من جامعة براون، بدأ براون بالعمل في شركة العائلة (وهي براون وايفيس) بمساعدة ابن عمه وليام جودارد. وعمل أيضًا كرئيس لشركة لونسديل في رود آيلاند، وفي عام 1888 شكل براون وشقيقه هارولد شراكة "JN & H. Brown". كانت أعمال الأخ شبيهة بأنشطة الشركات العائلية حيث أقرضت أموالاً لقروض الرهن العقاري واستثمرت في المباني والأراضي خارج الغرب، واعتمد جون وهارولد في تعاملاتهما التجارية على جورج دبليو آر ماتيسون، وهو الوصي على ممتلكات والدهما، للحصول على المشورة والمساعدة.

## الحياة الشخصية
في 8 سبتمبر 1897 ، تزوج من ناتالي بايارد دريسر (1869–1950) في كنيسة ترينيتي في نيوبورت ، رود آيلاند . كانت ناتالي ابنة بريجيت الرائد جورج وارن دريسر (1837-1883) ، وهو خريج ويست بوينت وضابط في جيش الاتحاد خلال الحرب الأهلية الأمريكية ،  وسوزان فيش لو روي (1834-1883).
كانت ناتالي ابنة أخت هاميلتون فيش (1808-1893) ، ووزيرة الخارجية الأمريكية ، والسيناتور الأمريكي ، وحاكم نيويورك . من خلال عائلة السمك ، كانت سليلًا لبيتر ستويفيسانت ، الحاكم الأول لمدينة نيويورك الاستعمارية الهولندية من خلال والدة هاميلتون فيش ، إليزابيث ستويفيسانت ، حفيد بيتر ستويفيسانت .  وشمل أشقائها د. ليروي دريسر (1862–1915) ، وإديث ستويفيسانت دريسر (1873–1958) ، زوجة جورج واشنطن فاندربيلت الثاني (باني منطقة بلتمور العقارية ) وفي وقت لاحق سن. بيتر جويلت جيري . 
معًا ، كان لديهم ابنهما الوحيد:
- جون نيكولاس براون الثاني (1900-1979) ، مساعد وزير البحرية (AIR) أثناء إدارة ترومان ، الذي تزوج من آن سيدون كينسولفينغ (1906-1985) ، [11] [12] أخت القس الدكتور آرثر لي كينسولفينغ ، عميد كنيسة ترينيتي في بوسطن ، وبعد ذلك ، كنيسة سانت جيمس الأسقفية في نيويورك. القس كان كينسولفينغ والد لي كينسولفينج ( 1938-1974 ) ، الممثل. [13]

توفي براون في 1 مايو 1900 ، عندما كان ابنه يبلغ من العمر ثلاثة أشهر فقط. توفي شقيقه هارولد براون بعد بضعة أيام بعد عودته إلى الولايات المتحدة من أوروبا بعد سماعه بوفاة شقيقه.   يشار إلى جون نيكولاس براون الثاني بأنه أغنى طفل في العالم في ذلك الوقت.  في عام 1901 ، تبرعت أرملته بالأموال لبناء كنيسة إيمانويل الأسقفية في نيوبورت ، وبعد ذلك توفيت في منزلها ، محكمة الميناء (الآن محطة نيوبورت لنادي اليخوت في نيويورك ) ، في عام 1950. 

### المنظمات والعمل الخيري
كان براون عضوًا في جمعية رود آيلاند في سينسيناتي وجمعية نيويورك للحروب الاستعمارية . تم انتخابه عضوًا في جمعية الآثار الأمريكية عام 1888. 
في 1 فبراير ، 1890 أصبح براون عضوًا مستأجرًا في جمعية أبناء رود آيلاند للثورة الأمريكية . انتخب كرئيس ثاني للجمعية وخدم في 29 مايو 1890 حتى 29 مايو 1891. ومن المفارقات ، وفقًا لكتيب جمعية رود آيلند المنشور عام 1900 ، أن براون «لم يكن مؤهلاً أبدًا كعضو في الجمعية ، ولا مسؤولًا كرئيس.» (ص 27. ) هذا لأنه لم يكمل أبدًا طلب العضوية الرسمي للانضمام إلى الجمعية على الرغم من وجود أسلاف دعموا قضية الاستقلال الأمريكي.
كان براون الجهة المانحة لمبنى مكتبة بروفيدانس العامة في بروفيدنس ، رود آيلاند.

## روابط خارجية
- رسم جون نيكولاس براون الأول